# فولفجانج بورشرت
فولفجانج بورشرت (بالألمانية: Wolfgang Borchert). هو مؤلف وكاتب مسرحي ألماني. ولد عام 1921 في هامبورغ، وكان الابن الوحيد لوالديه. كان الأب معلماً بينما كانت الأم كاتبة. وتوفي عام 1948 في بازل.
في السابعة عشر من عمره قام بتأليف أول أشعاره Hamburger Anzeiger. ترك بورشرت المدرسة العليا في إيبيندورف وقام بالتدرب على تجارة الكتب وكان يتلقى دروساً خاصة في التمثيل على يد هيلموت جميلن (Helmuth Gmelin) وعمل ممثِلاً لفترة قصيرة في مدينة لونبرج. جرح جرحاً بليغاً في فترة تجنيده في عام 1942. وفي العام 1943 سرح من الجيش بسبب إصابته بمرض. ومات بورشت قبل عرض مسرحيته الوحيدة التي ألّفها وهي بعنوان (في الخارج أمام الباب) بيوم واحد.

## أعماله
- في الخارج أمام الباب «Draußen vor der Tür» (مسرحية 1947).
- زهور الجرانيا الحزينة «Die traurigen Geranien» (قصص تركها ونشرت بعد موته 1962).
- الخبز «Das Brot» (قصة قصيرة 1947)
- ساعة المطبخ «Die Küchenuhr» (قصة قصيرة 1947)

## روابط خارجية
- فولفجانج بورشرت على موقع IMDb (الإنجليزية)
- فولفجانج بورشرت على موقع الموسوعة البريطانية (الإنجليزية)
- فولفجانج بورشرت على موقع مونزينجر (الألمانية)
- فولفجانج بورشرت على موقع ألو سيني (الفرنسية)
- فولفجانج بورشرت على موقع ميوزك برينز (الإنجليزية)
- فولفجانج بورشرت على موقع ديسكوغز (الإنجليزية)
- فولفجانج بورشرت على موقع كينوبويسك (الروسية)